# Cheongju
Cheongju (del coreano: 청주), oficialmente Ciudad de Cheongju (en coreano: 청주시, Cheongju-si), es una ciudad de Corea del Sur, capital de la provincia de Chungcheong del Norte (충청북도; 忠清北道; Chungcheongbuk-do). El nombre Ch'ongju proviene del anterior, es una forma de transliteralización (sistema de McCune-Reischauer): Ch'ŏngju-shi.
La ciudad tiene un área de  932.51km², y una población de  839 626 habitantes (2014). Es capital de la provincia desde 1908, sustituyendo a la ciudad de Chungju (충주시; 忠州市; Chungju-si). Durante el dominio japonés, entre 1905 y 1945, se llamó Seishu.

## Historia
Cheongju ha sido una importante ciudad provincial desde la antigüedad. En las montañas de Cheongju, concretamente en la que se encuentra Sangdang Sanseong, se han encontrado ruinas que datan desde la antigua Edad de Piedra hasta la de Bronce. También se han descubierto en la ciudad, asentamientos relacionados que datan del período paleolítico, como el yacimiento de la cueva de Durubong.
Después de la unificación de los reinos de Silla en el año 676, lo que provocó que varias partes de Corea adaptaran el budismo, incluyendo Cheongju, debido a que cultura del reino estaba conectada con la Ruta de la Seda, que trajo la religión budista desde Nepal a través del norte de China hasta la península de Corea. En la época de Goryeo, durante el reinado de Gwangjong, se crearon varios monumentos relacionados con el budismo, entre ellos Cheol Danggan, construido durante el año 962 en el centro de la ciudad, cerca de los restos del templo Yongdu, que es un asta para colgar la bandera Dang, que se iza para rendir homenaje a Buda. En 1962, el gobierno surcoreano incluyó a Cheol Danggan en la lista de Tesoros Nacionales. En el periodo Chosen, la región de Cheongju comenzó a adoptar el confucianismo como religión principal.
A lo largo de la historia de Cheongju, se establecieron diferentes templos durante distintos periodos de la historia de la península coreana como el templo budista Yonghwasa que data del periodo Goryeo además del templo Bulguksa establecido en el siglo VIII durante el periodo de la dinastía Silla. Los templos de Cheongju fueron los primeros lugares donde se establecieron los avances de la imprenta coreana como la impresión de libros, y uno de estos importantes documentos se imprimió en el templo Heungdeok durante la dinastía Goryeo, concretamente durante el año 1377.
Una de las primeras escuelas establecidas en la provincia de Chungcheong del Norte se fundó en la ciudad de Cheongju durante 1896. Durante el periodo de la dinastía Baekje, se construyeron varias tumbas alrededor de la ciudad, además de fuertes del periodo de la dinastía Joseon como Sangdangsanseong, que sirvió para conectar las provincias del norte y del sur tras la invasión japonesa de 1592.
En 1593, tuvo lugar la Batalla de Cheongju entre las fuerzas japonesas y el reino de Joseon, que entonces gobernaba la península de Corea, durante las Invasiones de Corea de Hideyoshi, en la que participaron más de 8.000 monjes guerreros coreanos.
El gobierno de la provincia se trasladó aquí desde Chungju en 1908. La apertura de la línea de Chungbuk en 1926 impulsó el desarrollo regional. En 1946, Cheongju y Cheongwon-gun se separaron, y en 1949, Cheongju pasó a ser la ciudad de Cheongju. Posteriormente, pasó por la separación de los dongs administrativos y su traslado a Cheongwon-gun, con 2 sucursales (Este y Oeste) establecidas en julio de 1989 que fueron elevadas a Sangdang-gu y Heungdeok-gu en enero.
Cheongju experimentó uno de los mayores crecimientos demográficos de Corea, ya que casi cuadruplicó su población, pasando de 147.000 habitantes en 1970 a 582.158 en 2000.

## Clima
| Parámetros climáticos promedio de Cheongju (1981−2010) | Parámetros climáticos promedio de Cheongju (1981−2010) | Parámetros climáticos promedio de Cheongju (1981−2010) | Parámetros climáticos promedio de Cheongju (1981−2010) | Parámetros climáticos promedio de Cheongju (1981−2010) | Parámetros climáticos promedio de Cheongju (1981−2010) | Parámetros climáticos promedio de Cheongju (1981−2010) | Parámetros climáticos promedio de Cheongju (1981−2010) | Parámetros climáticos promedio de Cheongju (1981−2010) | Parámetros climáticos promedio de Cheongju (1981−2010) | Parámetros climáticos promedio de Cheongju (1981−2010) | Parámetros climáticos promedio de Cheongju (1981−2010) | Parámetros climáticos promedio de Cheongju (1981−2010) | Parámetros climáticos promedio de Cheongju (1981−2010) |
| Mes                                                    | Ene.                                                   | Feb.                                                   | Mar.                                                   | Abr.                                                   | May.                                                   | Jun.                                                   | Jul.                                                   | Ago.                                                   | Sep.                                                   | Oct.                                                   | Nov.                                                   | Dic.                                                   | Anual                                                  |
| ------------------------------------------------------ | ------------------------------------------------------ | ------------------------------------------------------ | ------------------------------------------------------ | ------------------------------------------------------ | ------------------------------------------------------ | ------------------------------------------------------ | ------------------------------------------------------ | ------------------------------------------------------ | ------------------------------------------------------ | ------------------------------------------------------ | ------------------------------------------------------ | ------------------------------------------------------ | ------------------------------------------------------ |
| Temp. máx. media (°C)                                  | 2.9                                                    | 6.0                                                    | 11.9                                                   | 19.5                                                   | 24.4                                                   | 27.9                                                   | 29.8                                                   | 30.5                                                   | 26.3                                                   | 20.7                                                   | 12.7                                                   | 5.6                                                    | 18.2                                                   |
| Temp. media (°C)                                       | −2.4                                                   | 0.3                                                    | 5.7                                                    | 12.6                                                   | 18.1                                                   | 22.5                                                   | 25.4                                                   | 25.8                                                   | 20.7                                                   | 14.0                                                   | 6.7                                                    | 0.3                                                    | 12.5                                                   |
| Temp. mín. media (°C)                                  | −6.9                                                   | −4.6                                                   | 0.2                                                    | 6.1                                                    | 12.3                                                   | 17.6                                                   | 21.8                                                   | 22.0                                                   | 16.2                                                   | 8.5                                                    | 1.7                                                    | −4.3                                                   | 7.6                                                    |
| Precipitación total (mm)                               | 25.5                                                   | 29.4                                                   | 48.2                                                   | 66.6                                                   | 88.3                                                   | 144.1                                                  | 282.7                                                  | 285.1                                                  | 147.1                                                  | 50.1                                                   | 46.7                                                   | 25.3                                                   | 1239.1                                                 |
| Días de precipitaciones (≥ 0.1 mm)                     | 8.0                                                    | 7.0                                                    | 8.8                                                    | 7.9                                                    | 8.5                                                    | 9.6                                                    | 15.9                                                   | 14.1                                                   | 9.1                                                    | 6.5                                                    | 8.6                                                    | 9.1                                                    | 113.1                                                  |
| Horas de sol                                           | 164.0                                                  | 171.1                                                  | 200.2                                                  | 222.7                                                  | 234.1                                                  | 195.5                                                  | 153.1                                                  | 178.3                                                  | 177.5                                                  | 200.0                                                  | 158.2                                                  | 158.0                                                  | 2212.6                                                 |
| Humedad relativa (%)                                   | 67.2                                                   | 63.3                                                   | 60.3                                                   | 56.6                                                   | 61.5                                                   | 68.0                                                   | 76.4                                                   | 76.1                                                   | 74.2                                                   | 70.4                                                   | 69.1                                                   | 69.1                                                   | 67.7                                                   |
| Fuente: Korea Meteorological Administration            |                                                        |                                                        |                                                        |                                                        |                                                        |                                                        |                                                        |                                                        |                                                        |                                                        |                                                        |                                                        |                                                        |

## Ciudades hermanadas
- Kōfu, Prefectura de Yamanashi, Japón.
- Tottori, Prefectura de Tottori, Japón.
- Wuhan, Hubei, República Popular de China.
- Changzhou, Jiangsu, República Popular de China.
- Pittsfield, Massachusetts, Estados Unidos de América.